# Stefanie Scherer
Pour les articles homonymes, voir Scherer.
Stefanie Scherer, née le 13 mai 1996, est une biathlète allemande.

## Carrière
Aux Jeux nordiques de l'OPA 2012, elle gagne une médaille d'argent en relais de ski de fond dans la catégorie jeune.
C'est en 2017, qu'elle obtient sa première sélection internationale en biathlon lors des Championnats d'Europe junior à Nové Město na Moravě.
Scherer prend part à l'IBU Cup lors de la saison 2018-2019, qu'elle achève avec un podium à la mass-start 60 à Martell-Val Martello. En décembre 2019, elle remporte sa première victoire à ce niveau sur l'individuel court d'Obertilliach, battant d'environ une minute Anastasiya Merkushyna.
Après une médaille d'argent en relais simple mixte aux Championnats d'Europe, elle a pris son premier départ en Coupe du monde en mars 2020 à Kontiolahti.
En début d'année 2021, en tandem avec Justus Strelow, elle décroche la médaille d'or du relais simple mixte aux Championnats d'Europe à Duszniki-Zdrój.

## Palmarès

### Coupe du monde
- Meilleur résultat individuel : 23e.
- 1 podium en relais : 1 victoire.

Mise à jour le 18 janvier 2025

### Championnats d'Europe
- Médaille d'or du relais simple mixte en 2021.
- Médaille d'argent du relais simple mixte en 2020.

### IBU Cup
- 4e du classement général en 2020.
- 4 podiums individuels, dont 2 victoires.